# بارتانا
بارتانا (بالإيطالية: Partanna)‏ هي بلدية في مقاطعة تراباني في صقلية الإيطالية.

## السكان
في سنة 1861 بلغ عدد السكان 12٬012 نسمة، وتطور العدد ليصل في سنة 2011 لـ 10٬854 نسمة.
يظهر هذا المخطط البياني تطور النمو السكاني لـ بارتانا